# Louis Oosthuizen

Louis Oosthuizen (Mossel Bay, Cabo Occidental, 19 de octubre de 1982) es un golfista sudafricano que ha obtenido siete victorias en el European Tour, resultando tercero en la temporada 2012, sexto en 2015 y décimo en 2010.
En torneos mayores, Oosthuizen ganó el Abierto Británico de 2010 y fue segundo en el Masters de Augusta de 2012, el Abierto Británico de 2015 y el Abierto de Estados Unidos de 2015. Además triunfó en el Open de Andalucía de 2010, el Abierto de África de 2011 y 2012, el Abierto de Malasia de 2010, y el Volvo Golf Champions de 2013 y 2014.
Por otra parte, Oosthuizen disputó la Copa de Presidentes de 2013 y 2015 con la selección internacional.

## Carrera deportiva
Oosthuizen obtuvo la tarjeta para disputar el European Tour 2003. En 2004 resultó cuarto en el Open de Sevilla y octavo en el Abierto TPC de Europa. En 2005 consiguió un octavo puesto en el Masters de Catar. En la temporada 2006 obtuvo un segundo puesto en el Campeonato Alfred Dunhill.
En 2007 obtuvo el cuarto puesto en el Open de Andalucía, el Abierto de Irlanda y el Abierto de Escocia, así como el quinto puesto en el Abierto de Sudáfica.
En 2008, Oosthuizen resultó tercero en el Clásico del Desierto de Dubái y el Abierto de Sudáfrica, en tanto que resultó séptimo en el Masters Británico y undécimo en el HSBC Champions.
En 2009, finalizó segundo en el Masters de Catar y el Campeonato de Abu Dabi, quinto en el Abierto de Austria, séptimo en el Clásico del Desierto de Dubái y el Abierto de Malasia, y decimosegundo en el Campeonato Mundial de Dubái.
En la temporada 2010, el sudafricano triunfó en el Abierto Británico y el Open de Andalucía. A su vez, terminó segundo en el Trofeo Hassan II, cuarto en el Masters de Escandinavia y el Abierto de Holanda, quinto en el Campeonato de Abu Dabi, y noveno en el WGC-Bridgestone Invitational. Por tanto, culmninó décimo en la lista de ganancias del European Tour.
Oosthuizen inició la temporada 2011 con un triunfo en el Abierto de África y un tercer puesto en el Abierto de Sudáfrica. En junio terminó noveno en el Abierto de Estados Unidos. En el tramo final, el sudafricano fue quinto en el Campeonato Alfred Dunhill Liknks, séptimo en el WGC-HSBC Champions, tercero en el Abierto de Singapur, octavo en el Abierto de Johor, y sexto en el Campeonato Mundial de Dubái, quedando 15º en la lista de ganancias del European Tour.
En 2012, Oosthuizen disputó principalmente el PGA Tour. Fue segundo en el Masters de Augusta y el Campeonato Deutsche Bank, fue tercero en el Abierto de Houston, cuarto en el WGC-Bridgestone Invitational y en Sea Island, y quinto en el Barclays. Por tanto, culminó en el 15º puesto en la lista de ganancias del circuito estadounidense.
En tanto, el sudafricano siguió jugando en el European Tour. Ganó el Abierto de Malasia y el Abierto de África, resultó sexto en el Masters de Shanghái y el WGC-HSBC Champions, segundo en el Abierto de Singapur y quinto en el Campeonato Mundial de Dubái. Así, finalizó tercero en la lista de ganancias. En diciembre de 2012 fue cuarto en el Nedbank Golf Challenge.
En 2013, el sudafricano ganó el Volvo Golf Champions, terminó quinto en el Campeonato Ballantine's y décimo en el Abierto de Houston. En 2014 repitió victoria en el Volvo Golf Champions, fue segundo en el segundo en el Abierto de Malasia, quinto en el WGC Match Play, y sexto en el Campeonato Alfred Dunhill Links y el Campeonato Mundial de Dubái. Así, se ubicó 17º en la Carrera a Dubái del European Tour.
En la temporada 2015, Oosthuizen resultó segundo en el Abierto Británico y el Abierto de Estados Unidos. Además fue segundo en el Campeonato Alfred Dunhill, quinto en el WGC Match Play, sexto en el WGC-Campeonato Cadillac, séptimo en el Heritage y noveno en el Arnold Palmer Invitational. Por tanto, resultó sexto en la lista de ganancias del European Tour.
En 2016, el sudafricano triunfó en el Perth International, fue segundo en el WGC Match Play y séptimo en Palm Harbor y el Masters de Catar.